# Edgewood (Iowa)
Edgewood és una població dels Estats Units a l'estat d'Iowa. Segons el cens del 2000 tenia 923 habitants.

## Demografia
Segons el cens del 2000, Edgewood tenia 923 habitants, 364 habitatges, i 243 famílies. La densitat de població era de 424,3 habitants/km².
Dels 364 habitatges en un 32,1% hi vivien nens de menys de 18 anys, en un 55,2% hi vivien parelles casades, en un 8% dones solteres, i en un 33,2% no eren unitats familiars. En el 29,7% dels habitatges hi vivien persones soles el 18,7% de les quals corresponia a persones de 65 anys o més que vivien soles. El nombre mitjà de persones vivint en cada habitatge era de 2,35 i el nombre mitjà de persones que vivien en cada família era de 2,91.
Per edats la població es repartia de la següent manera: un 23,5% tenia menys de 18 anys, un 7,4% entre 18 i 24, un 21,5% entre 25 i 44, un 21,5% de 45 a 60 i un 26,2% 65 anys o més.
L'edat mediana era de 43 anys. Per cada 100 dones de 18 o més anys hi havia 82,4 homes.
La renda mediana per habitatge era de 35.455 $ i la renda mediana per família de 42.946 $. Els homes tenien una renda mediana de 29.000 $ mentre que les dones 21.406 $. La renda per capita de la població era de 16.187 $. Entorn del 0,8% de les famílies i el 4,7% de la població estaven per davall del llindar de pobresa.

## Poblacions més properes
El següent diagrama mostra les poblacions més properes.